# Linda Vilhjálmsdóttir
Linda Vilhjálmsdóttir (Reykjavik, 1er juin 1958) est une poétesse et romancière islandaise. 

## Parcours
Elle fut élève infirmière et commença à publier ses poèmes dans des journaux et des collections. 
Son premier livre Bláþráður est publié en 1990 et obtint un grand succès, grâce surtout aux happenings et aux expositions dans sa ville natale, où elle habite. 
Elle gagne le DV Cultural Prize en 1993.

## Œuvres sélectionnées
- Bláþráður, 1990
- Fellibylurinn Gloria, 1995.
- Klakabörnin, 1993
- Lygasaga, 2003.